# Collégiale Saint-Jacques de Blois
La collégiale Saint-Jacques de Blois était un monument historique du XIVe siècle construit dans le centre historique de la ville et qui fut détruit peu après la constitution du diocèse de Blois en 1697.
Le chapitre de l'actuelle église Saint-Nicolas provient de Saint-Jacques.

## Histoire

### Origines
Le site est d'abord un prieuré accueillant principalement des voyageurs, et en particulier des pèlerins sur la route de Saint-Jacques-de-Compostelle, en Espagne.

### Construction et évolution
L'érection d'une église collégiale Saint-Jacques est commanditée par le comte Louis II de Blois-Châtillon, alors l'un des derniers Thibaldiens à régner, en 1366.
Après une importante inondation de l'Arrou en 1512, le roi Louis XII y fait installer une fontaine.
Sous François Ier, les moines de Saint-Jacques durent concéder une partie de leurs bâtiments afin de régler leur part de la rançon du prisonnier de Pavie.

### Démolition et héritage
Jugée obsolète, la démolition de l'église est actée par les échevins dès la fin des travaux de la nouvelle cathédrale Saint-Louis et la constitution du diocèse de Blois à partir de 1697.
De nos jours, la fontaine Saint-Jacques subsiste en contrebas de la rue Denis Papin.